# Az üldözött királypárti
Az üldözött királypárti (eredeti címe The Proscribed Royalist, 1651) a brit Sir John Everett Millais festménye, amelyet 1853-ban festett.
A kép egy fiatal puritán nőt ábrázol, aki az 1651-ben vívott worcesteri csata után menekülő, királypárti nőt próbál elrejteni. A csata során II. Károly angol király vereséget szenvedett az Oliver Cromwell vezetése alatt harcoló köztársaságpárti seregtől.
A királypárti egy tölgyfa üreges törzsében próbál elbújni, ami szintén utalás történelmi eseményekre: a vesztes csata után II. Károly maga is egy fa törzsében elbújva próbált menekülni üldözői elől a csata után.
Millais a képet a kenti Hayes-ben festette, ahol a helyszínen található tölgyet a helyiek elnevezték „Millais Oak”-nak.
A női alak modellje Anne Ryan volt, míg az üldözött királypártit figurához a preraffaelita festő, Arthur Hughes állt modellt. A festményt Lewis Pocock (az Art Union tiszteletbeli titkára) rendelte meg Millais-től.

## Fordítás
- Ez a szócikk részben vagy egészben  a   The Proscribed Royalist, 1651 című angol Wikipédia-szócikk fordításán alapul.  Az eredeti cikk szerkesztőit annak laptörténete sorolja fel. Ez a jelzés csupán a megfogalmazás eredetét és a szerzői jogokat jelzi, nem szolgál a cikkben szereplő információk forrásmegjelöléseként.

## Külső hivatkozások
- Puritan Girl visiting Cavalier Lover[halott link] - "Az üldözött királypárti" egyik előkészítő rajza